# Lago di Sibolla
Il lago di Sibolla è una piccola zona umida nel territorio del comune di Altopascio nella piana intorno a Lucca. A dispetto delle sue minuscole dimensioni (ha una superficie libera di appena 12000 m²), si tratta di uno degli sfagneti più meridionali del mondo, e rappresenta un'area del massimo interesse per le specie vegetali, appartenenti di norma ad areali assai più settentrionali.
Anticamente il lago era sicuramente più esteso; numerose bonifiche ne hanno progressivamente ridotto le dimensioni, anche se non ne hanno decretato la scomparsa; bisogna però anche ricordare che l'acqua del lago è originata da sorgenti sotterranee, non facili da bonificare.
L'impianto di una linea aerea dell'alta tensione, come anche la sua prossimità ad aree industriali ed all'autostrada Firenze-Mare ne hanno messo a rischio la conservazione.

## Storia
Il lago di più ampie dimensioni ha avuto origine nel tardo Quaternario (non oltre 700.000 anni fa) causato da sedimenti provocati dall'affioramento di falde acquifere accompagnato da polle termali. È idrologicamente collegato al vicino Padule di Fucecchio mediante un fosso emissario le cui acque sono state regolate da cateratte costruite nel corso del XVIII secolo. I primi documenti del XII secolo lo ricordano come zona lacustre non guadabile.  Nel corso dei secoli la bonifica del territorio circostante ha portato ad una sua progressiva riduzione della superficie. La zona col borgo di Altopascio divenne un'importante tappa della Via Francigena. Nel XVII secolo i terreni a sudest dello specchio lacustre divennero proprietà dei Medici che avevano acquisito la vasta fattoria di Altopascio; si procedette ad una limitata regimentazione delle acque e all'appoderamento delle terre coltivabili limitrofe (poderi della Commenda e di Sibolla). A nord lo specchio lacustre fu limitato alla "Gora del Mulino di Altopascio". Successivamente i terreni furono venduti ai principi Corsini. La sua bonifica mai completata ne ha permesso l'esistenza fino ad oggi.

## La riserva naturale lago di Sibolla
Nell'ambito del progetto Natura 2000 è stato riconosciuto anche come sito di interesse comunitario (SIC), per la sua ricchezza floristica.È ad oggi una ZSC-ZPS IT5120018 Lago di Sibolla designata in base alla Direttiva "Habitat" n. 92/43/CEE, con D.M. 24/05/2016. È affidato in gestione alla Regione Toscana, Direzione Ambiente ed Energia Settore Tutela della Natura e del Mare - Indirizzo sede centrale: Via di Novoli 26 - 50127 Firenze. Presenta un caratteristico microclima con la limitata presenza di vegetazione relitta glaciale, circondato da porzioni di sfagno e canneti inondati nella stagione invernale. 